# Tapinillus longipes
Tapinillus longipes là một loài nhện trong họ Oxyopidae.
Loài này thuộc chi Tapinillus. Tapinillus longipes được Władysław Taczanowski miêu tả năm 1872.